# Cottiusculus gonez
Cottiusculus gonez és una espècie de peix pertanyent a la família dels còtids.

## Descripció
- Fa 10 cm de llargària màxima.[4][5]

## Depredadors
Al Japó és depredat per Alcichthys alcicornis, Gadus macrocephalus, Hexagrammos otakii, Liparis tanakae i Physiculus japonicus.

## Hàbitat
És un peix marí, demersal i de clima temperat que viu entre 150-250 m de fondària.

## Distribució geogràfica
Es troba al Pacífic nord-occidental: el mar del Japó, el mar d'Okhotsk i la costa pacífica de Hokkaido.

## Observacions
És inofensiu per als humans.